# Cathédrale Saint-Florian de Varsovie
Cette  cathédrale ne doit pas être confondue avec une autre cathédrale de Varsovie.
La cathédrale Saint-Florian ou plus précisément cathédrale Saint-Michel-Archange-et-Saint-Florian est l’église cathédrale du diocèse de Varsovie-Praga, située Ulica Floriańska (pl) (n° 3), dans l'arrondissement Praga-Północ de Varsovie.

## Histoire
Elle a été construite de 1897 à 1904 en style néo-gothique. Détruite pendant les bombardements de 1944, elle sera entièrement reconstruite de 1952 à 1972 dans son état d’origine.

## Galerie

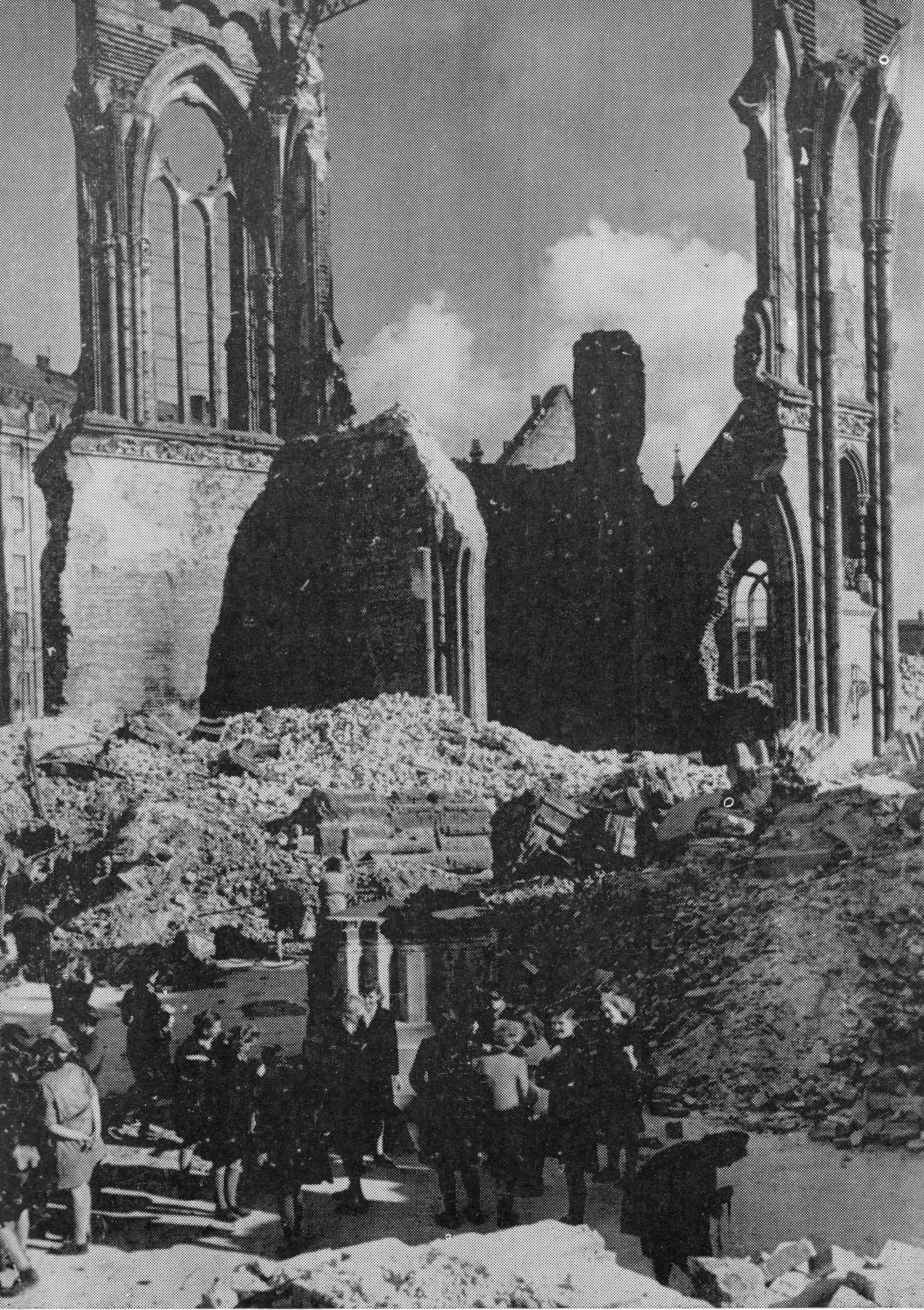
La cathédrale détruite en 1945.
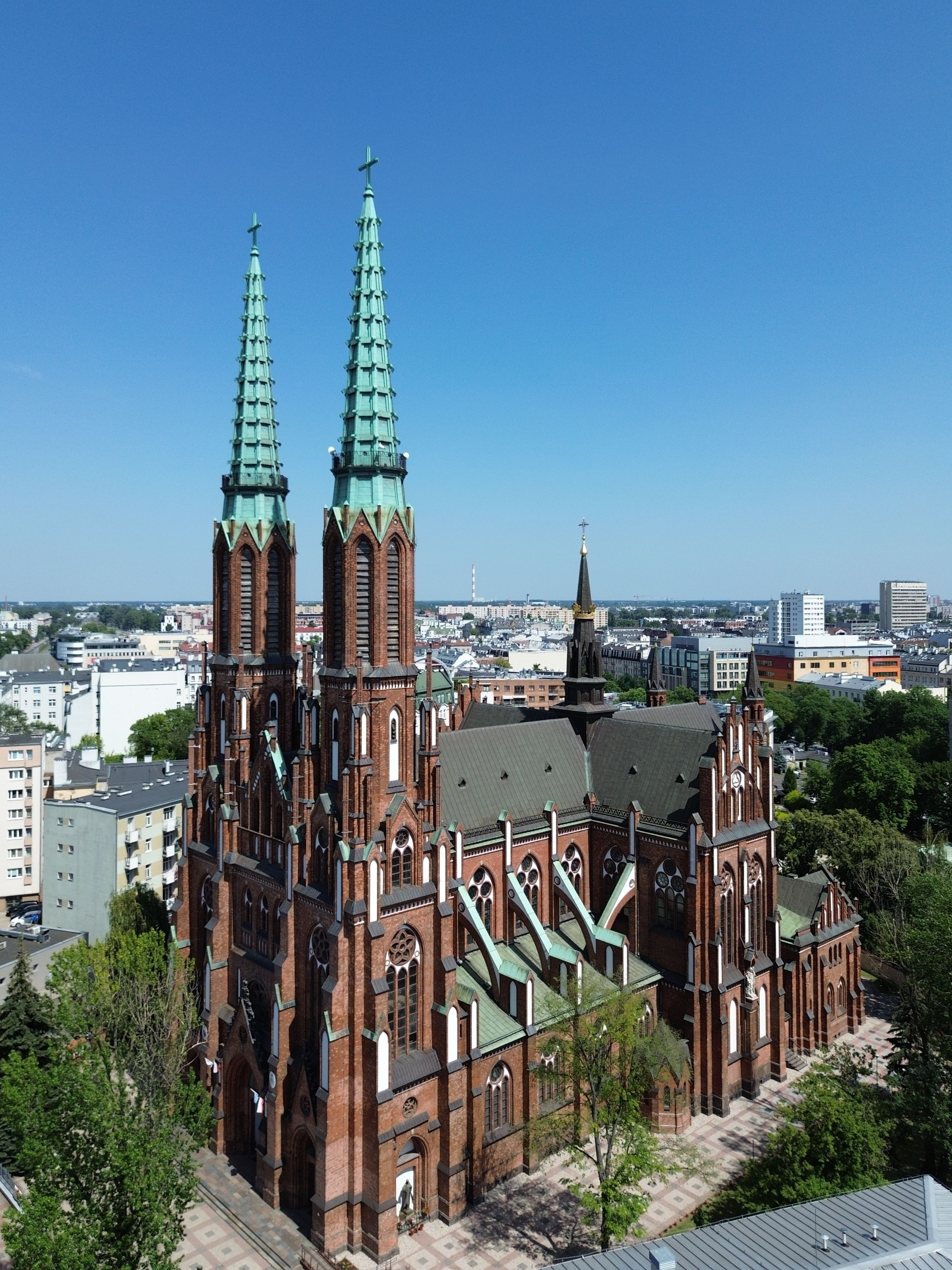
Vue générale.
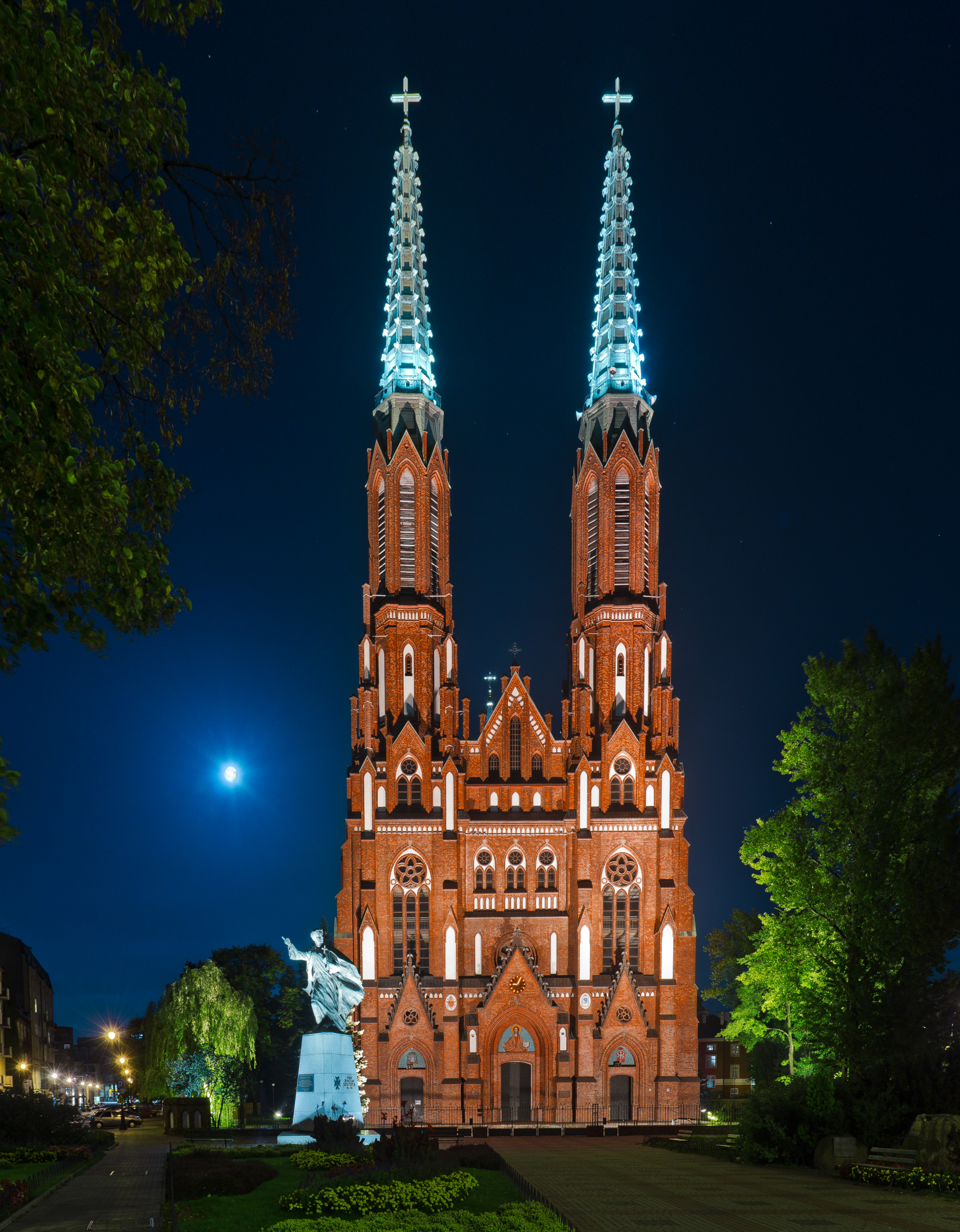
Façade de la cathédrale éclairée de nuit.
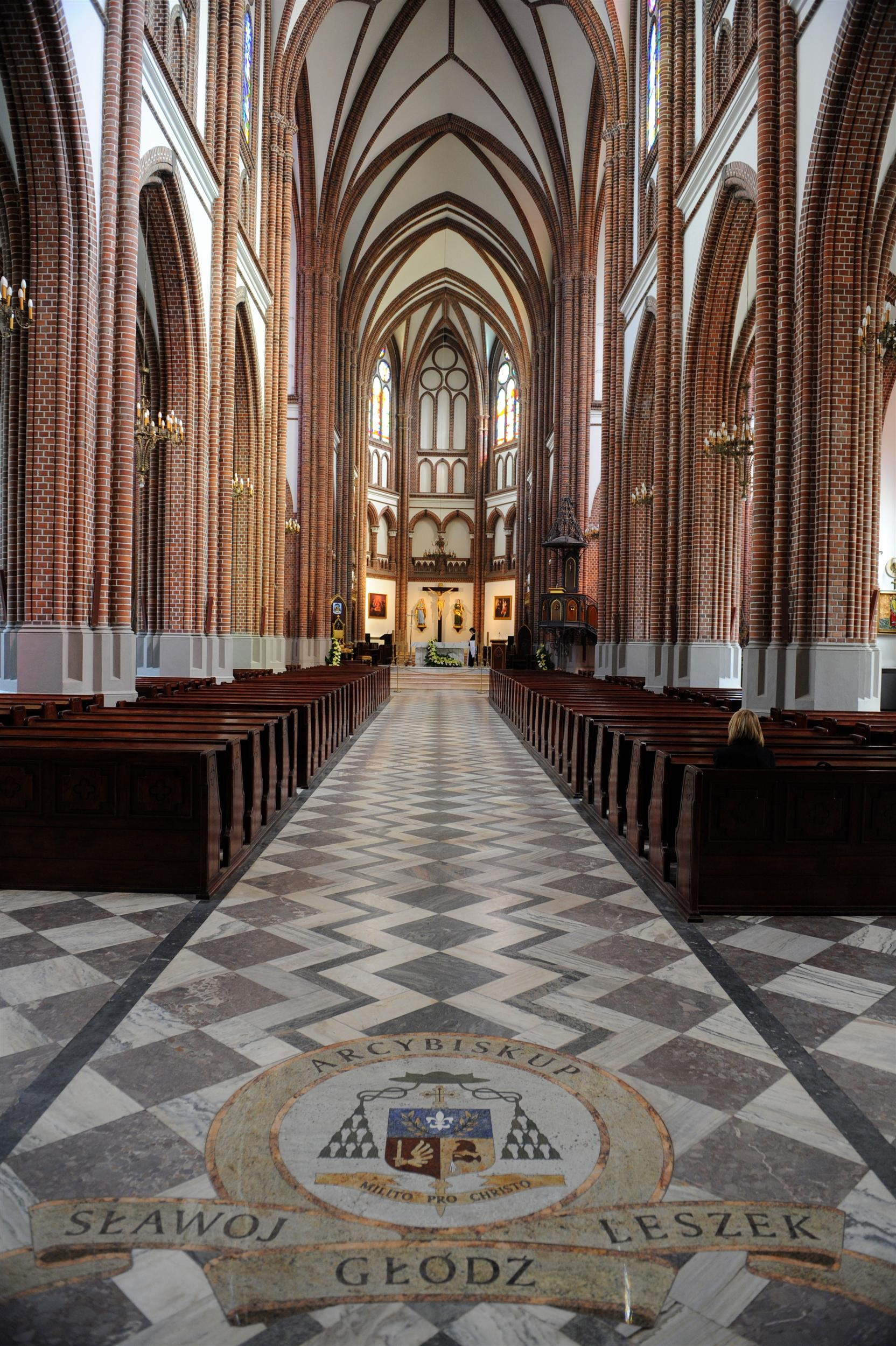
Nef centrale.
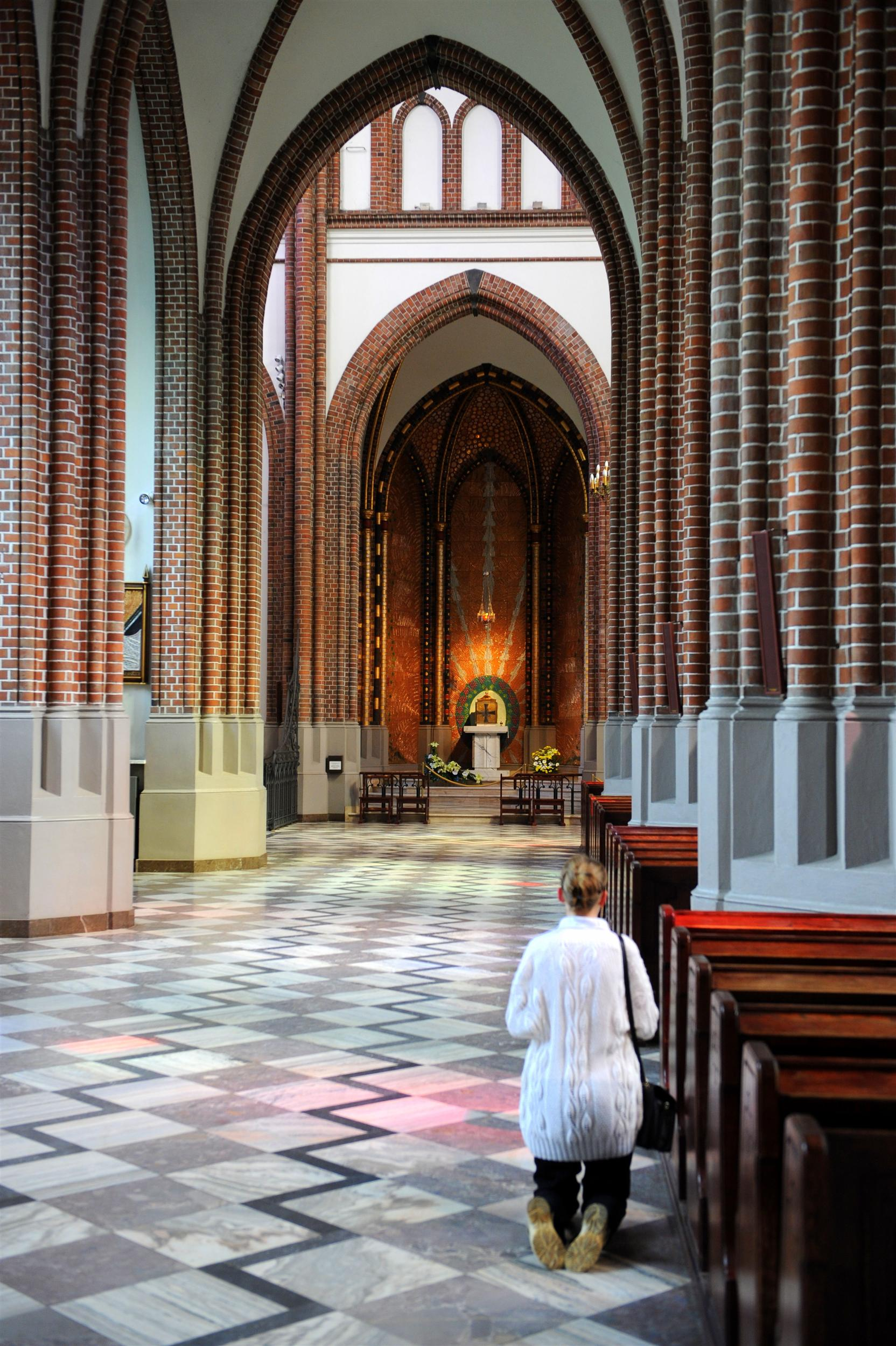
Nef latérale avec la chapelle du tabernacle.
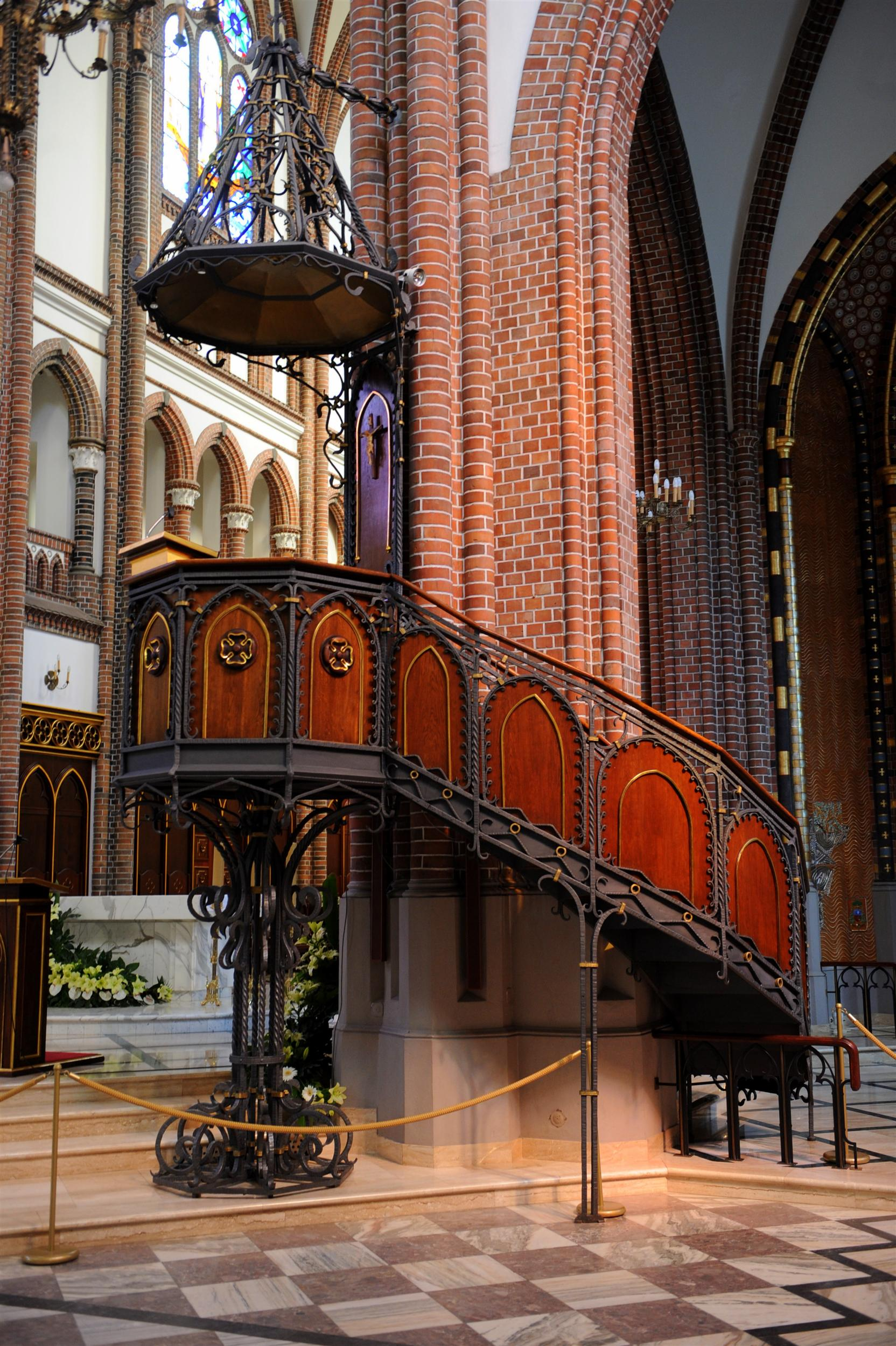
Chaire.

### Articles liés
- Liste des cathédrales de Pologne
- Diocèse de Varsovie-Praga